# Hermann Amandus Schwarz

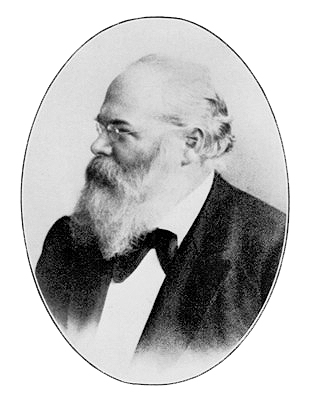
Hermann Amandus Schwarz

Karl Hermann Amandus Schwarz (25 tháng 1 năm 1843 - 30 tháng 11 năm 1921) là một nhà toán học người Đức, nổi tiếng với công trình về giải tích phức. Ông sinh ra ở Hermsdorf, Silesia (nay là Jerzmanowa, Ba Lan) và qua đời tại Berlin. Ông đã kết hôn với Marie Kummer, một con gái của nhà toán học Ernst Eduard Kummer và vợ Ottilie, ông nhũ Mendelssohn (con gái của Nathan Mendelssohns và cháu gái của Moses Mendelssohn). Họ có sáu người con. Schwarz ban đầu nghiên cứu hóa học ở Berlin, nhưng Kummer và Weierstrass thuyết phục ông chuyển sang toán học. Giữa năm 1867 và năm 1869 ông làm việc tại Halle, sau đó tại Zürich. Từ 1875 ông làm việc tại Đại học Göttingen, giao dịch với các đối tượng của lý thuyết chức năng, hình học vi phân và các phép tính của các biến thể. Tác phẩm của ông bao gồm Bestimmung Minimalfläche speziellen einer, được trao vương miện bởi Học viện Berlin vào năm 1867 và được in vào năm 1871, và Gesammelte Mathematische Abhandlungen (1890). Năm 1892 ông trở thành một thành viên của Viện Hàn lâm Khoa học Berlin và là giáo sư tại Đại học Berlin, nơi sinh viên của ông bao gồm Lipot Fejer, Paul Koebe và Ernst Zermelo. Ông qua đời tại Berlin.